# Morris Rosenfeld
Morris Rosenfeld (vlastním jménem Moše Jacob Alter, 28. prosince 1862 Suwałki – 22. června 1923 New York) byl židovský básník, píšící v jazyce jidiš. Narodil se ve vsi Bokša poblíž města Suwałki v tehdejším ruském Polsku. Pracoval jako krejčí v Londýně a brusič diamantů v Amsterodamu. V roce 1886 se usadil v New Yorku, kde pracoval v různých židovských časopisech. Měl relativní úspěch, přednášel na univerzitách a účastnil se sionistických kongresů. Jeho poezie, převážně sociální, přibližuje těžký život židovských emigrantů z východní Evropy v Americe. Několik jeho básní, které jsou v jidiš poezii velmi známé a uznávané, bylo přeloženo do češtiny.